# Tegelslagaren 12

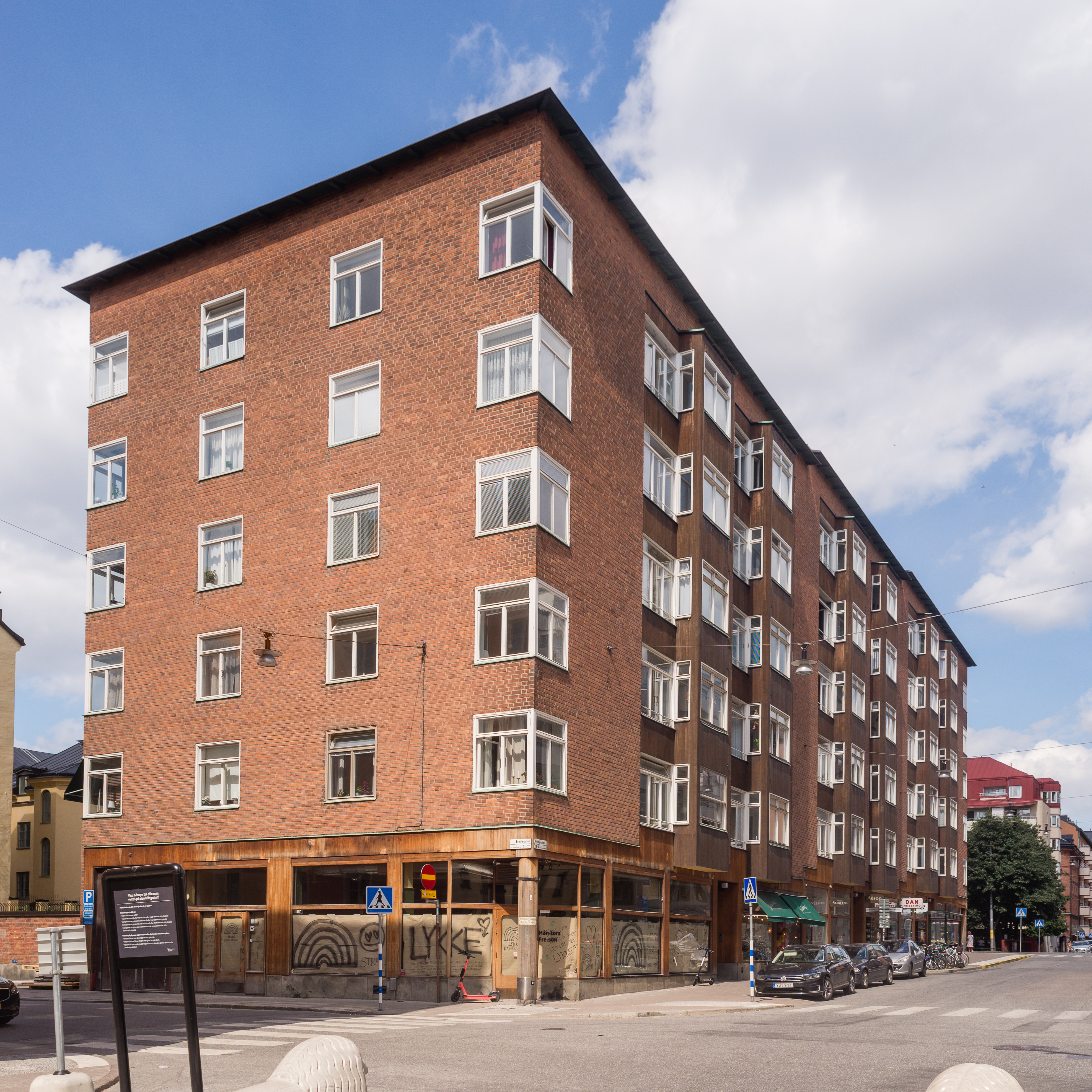
Tegelslagaren 12 i juli 2020 sett från korsningen Bondegatan/Nytorgsgatan.

Tegelslagaren 12 är ett kulturhistoriskt värdefullt bostadshus på östra Södermalm i Stockholms innerstad uppfört 1936-1937. Byggnaden var arkitektfirman Backström & Reinius första byggnad och uppfördes av storbyggmästaren Olle Engkvist. Huset har en välbevarad och särpräglad fasad i rött tegel med burspråk i teak och fasaddetaljer och bottenvåningens butiksfasader i trä. Tegelslagaren 12 upptar hela östra sidan av kvarteret Tegelslagaren mot Nytorgsgatan. Huset gavlar vetter mot Bondegatan och Åsögatan.

## Arkitekterna och byggmästaren

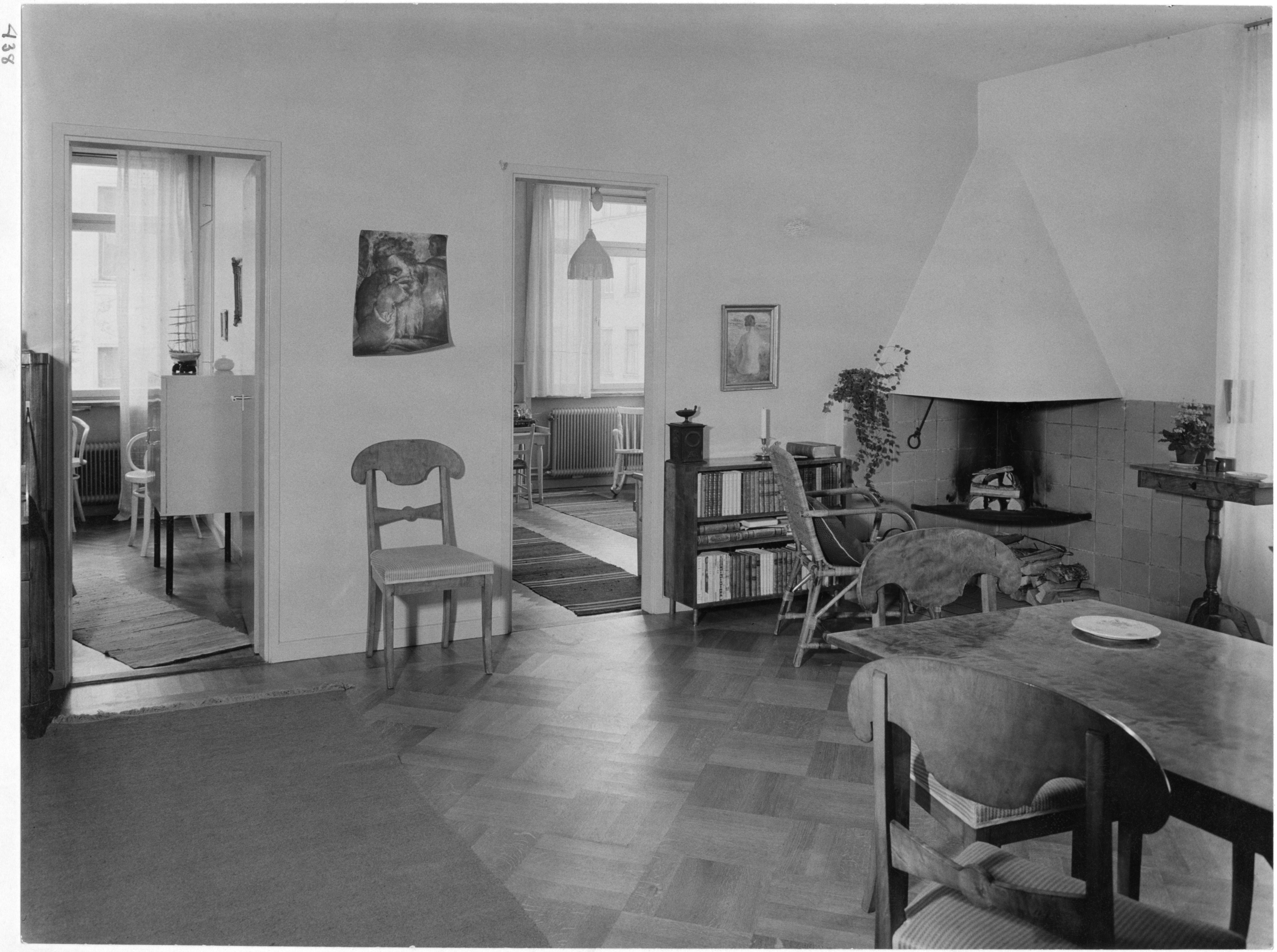
Interiör

Huset var Backström & Reinius första byggnad liksom inledningen på deras samarbete med byggmästaren Olle Engkvist. Backström & Reinius etablerade sig under de kommande åren som ett av Sveriges ledande arkitektkontor och genomförde flera uppmärksammande projekt tillsammans med Engkvist. Bland annat de uppmärksammade stjärnhusen och terrasshusen i Stockholmsförorten Gröndal uppförda i mitten av 1940-talet liksom flera kollektivhus såsom Kvinnornas hus, Elfvinggården och Nockeby familjehotell.
Tegelslagarens utformning med röd tegelfasad och en omsorgsfullt utformade fasad med burspråken i teak bröt mot de rådande funktionalistiska idealen med slätputsade fasader och långa fönsterband. Istället betonar arkitekterna form och material. Fokusen på material och detaljer återkommer i arkitekternas senare verk.
År 2019-2023 genomfördes en omfattande renovering av arkitekterna Krupinski/Krupinska och år 2024 nominerades projektet till Stockholms stads pris Årets Stockholmsbyggnad. 

## Byggnaden
Huset upptar hela östra sidan av kvarteret Tegelslagaren mot Nytorgsgatan och är fristående. Husets gavlar vetter mot Bondegatan och Åsögatan. Huset har 6 våningar med butikslokaler i bottenvåningen. Gården är underbyggd. Entréer och trapphus har golv och trappa i grågrön marmor. Både gatu- och gårdsfasaden har burspråk i trä. Vid färdigställandet fanns det lägenheter i storleken 1-3 rum och kök.

## Kulturhistoriskt värde
Tegelslagaren 12 inventerades av Stadsmuseet i Stockholm 1995 och blåmärktes vilket innebär att huset bedöms ha synnerligen högt kulturhistoriskt värde.
Bland lokalhyresgästerna i bottenvåningen fanns det 2020 bland annat en konfektyrtillverkare med butik samt sko- och klädesbutiker.

## Bilder

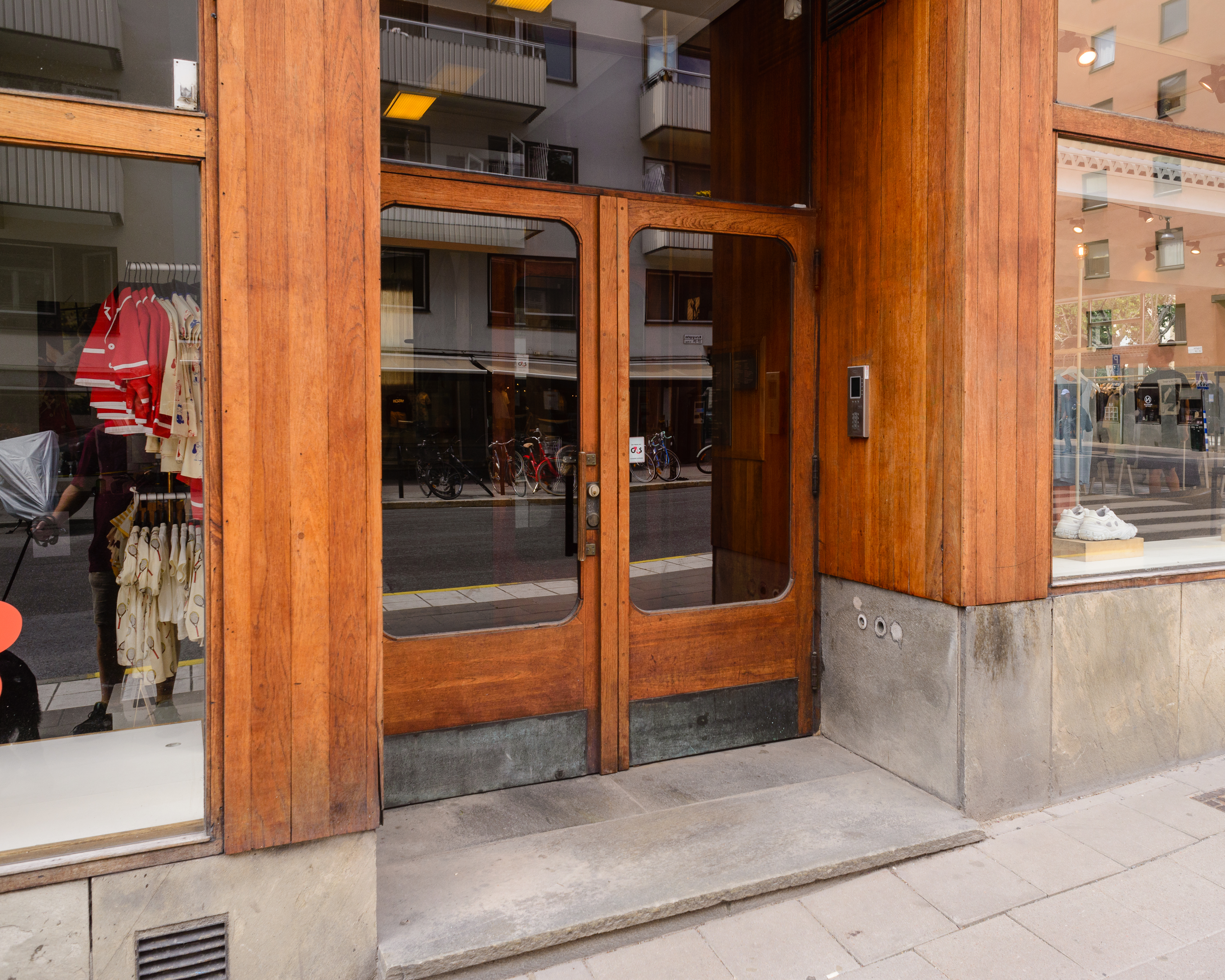
Entré mot Nytorgsgatan.
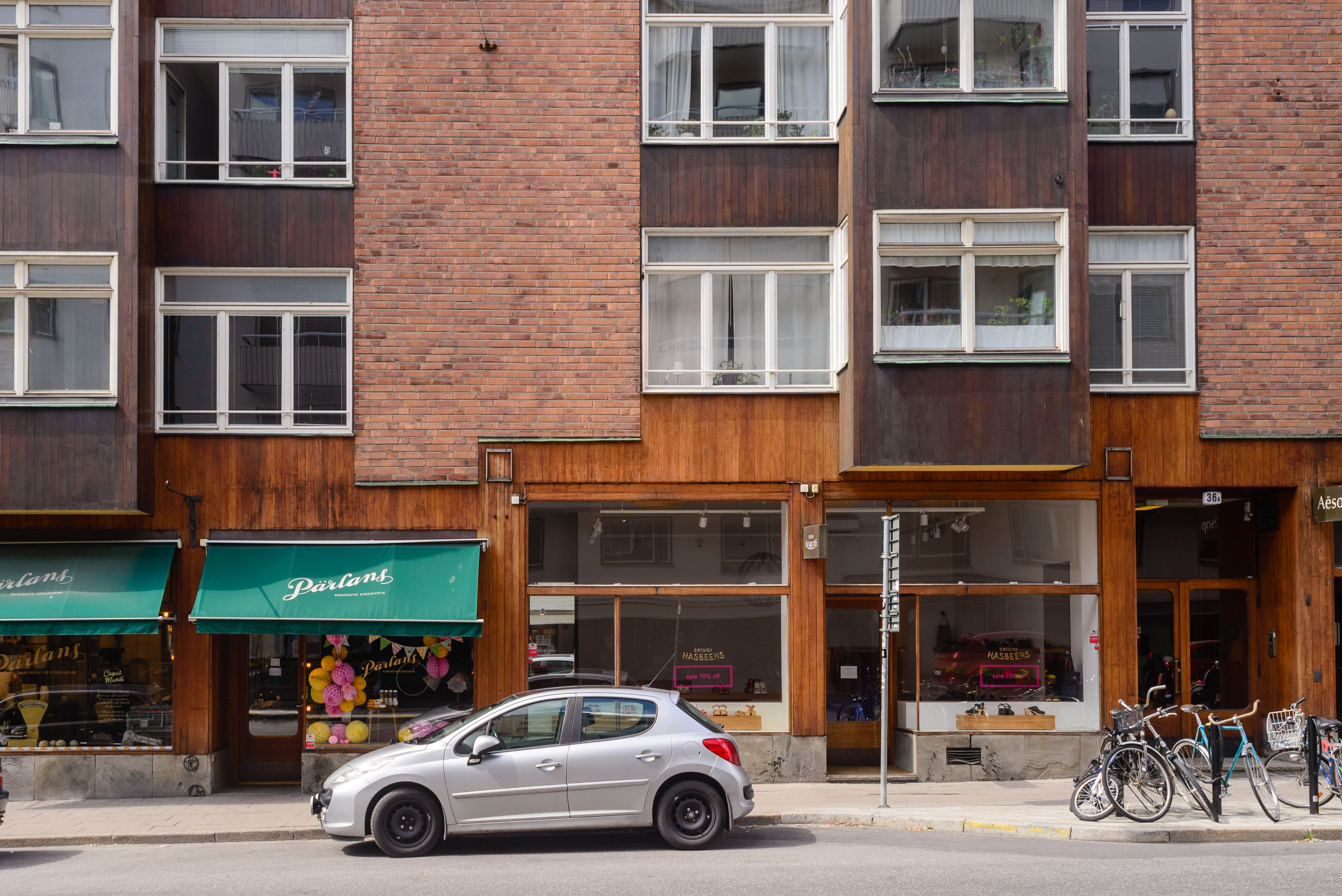
Del av fasaden mot Nytorgsgatan.
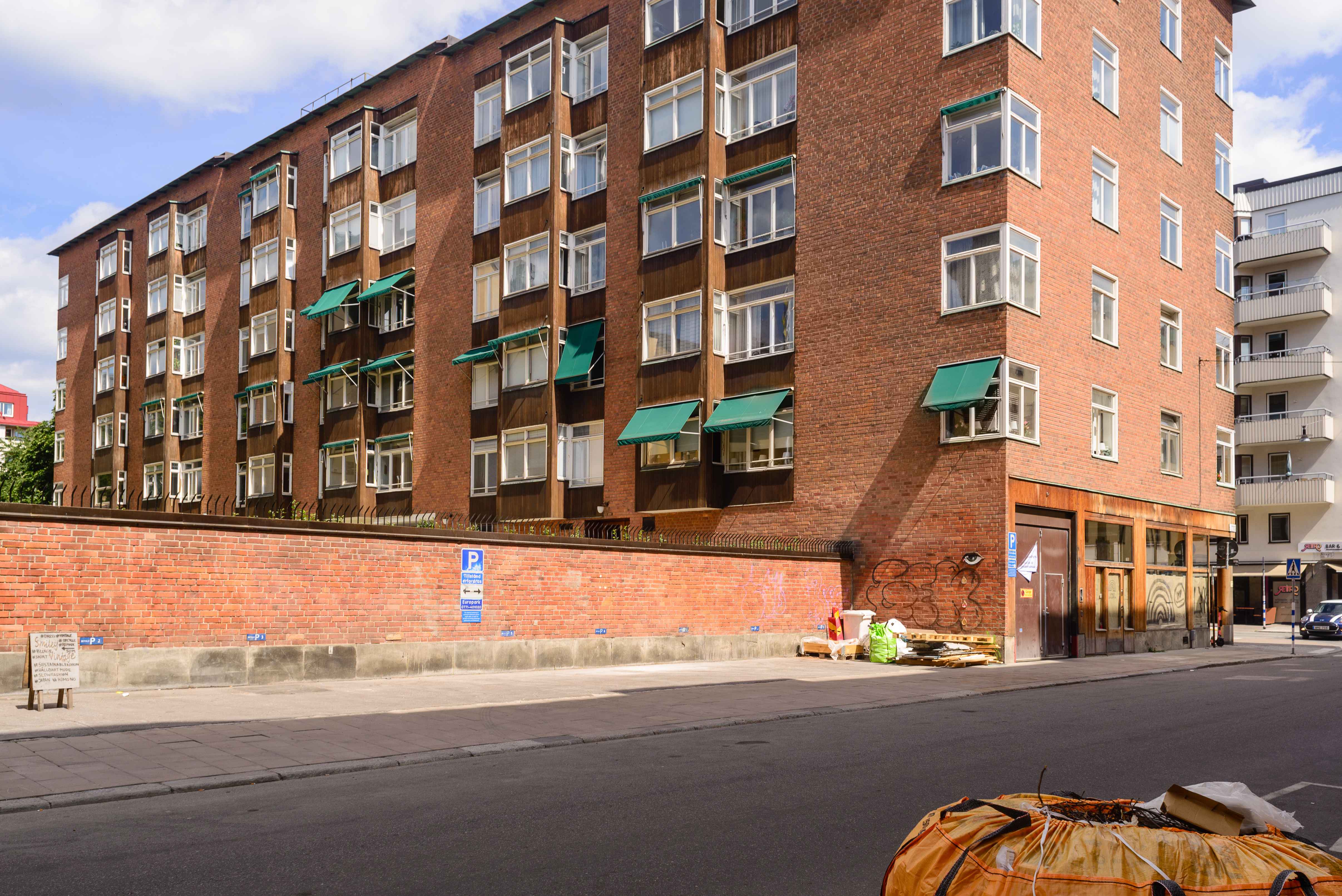
Gårdsfasaden sedd från Bondegatan.
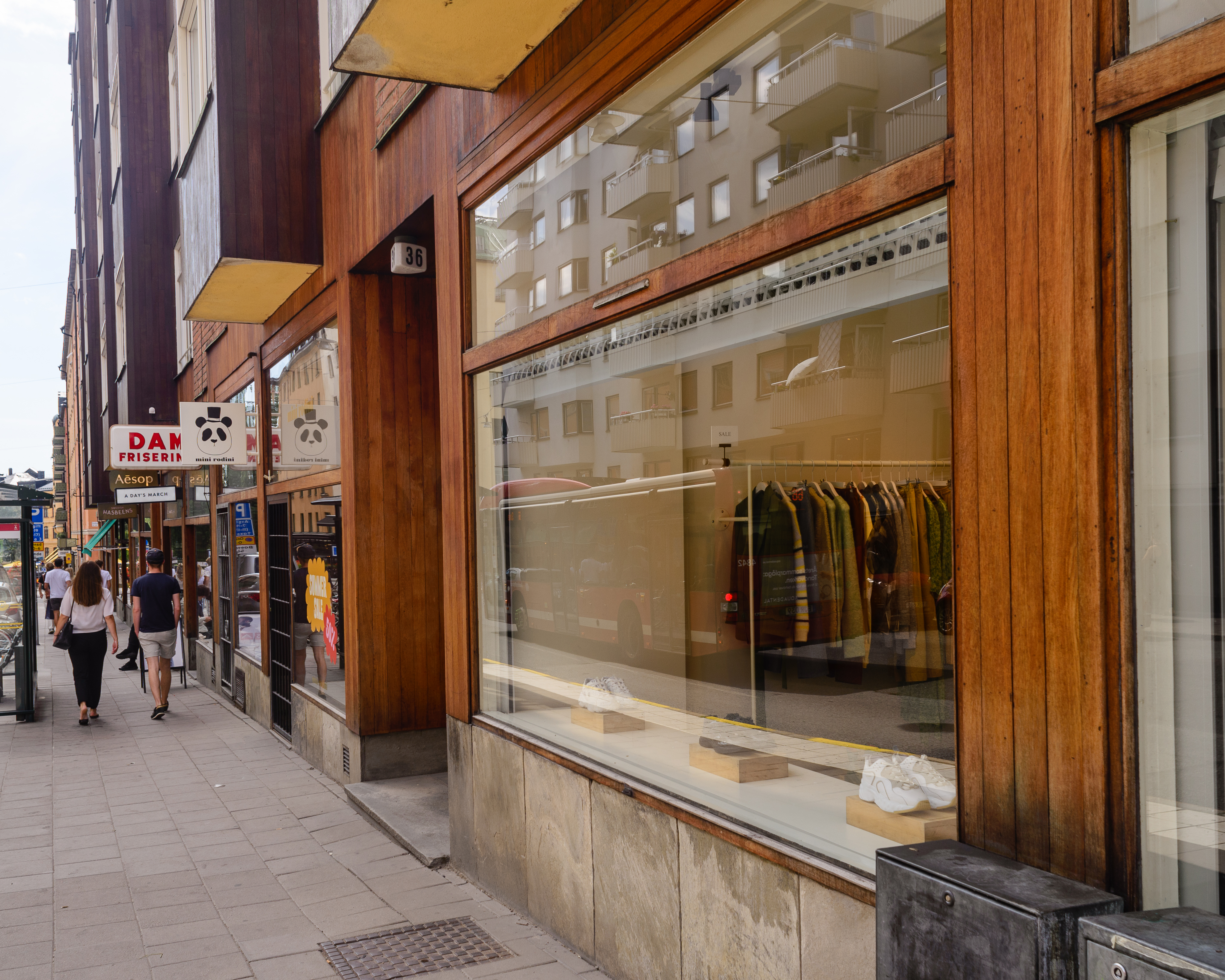
Butikslokaler mot Nytorgsgatan.